# Bothriechis
Bothriechis je rod jedovatých hadů z čeledi zmijovitých a podčeledi chřestýšovitých. Česky se rodovým jménem označuje jako křovinář. Druhy tohoto rodu se vyskytují po celé střední Americe, od Mexika dále až po severní část Jižní Ameriky, po Kolumbii a Peru.

## Znaky
Druhy rodu Bothriechis bývají obvykle docela malé s největšími jedinci měřícími 60–80 centimetrů, výjimečněji okolo 1 metru. Stejně, jako všichni chřestýšovití, jsou i tito hadi vybaveni tepločivnými jamkami mezi nozdrami a očima, které jim pomáhají detekovat teplo vydávané živoucími tvory v okolí. Všechny druhy mají zároveň vertikální zorničky, takže loví především po setmění.

## Druhy
Je uznáváno deset jednotlivých druhů rodu Bothriechis, a to:
- Bothriechis aurifer (křovinář žlutoskvrnný)
- Bothriechis bicolor
- Bothriechis guifarroi
- Bothriechis lateralis
- Bothriechis marchi
- Bothriechis nigroviridis (křovinář černozelený) – typový druh
- Bothriechis rowley
- Bothriechis schlegelii (křovinář ostnitý)
- Bothriechis supraciliaris
- Bothriechis thalassinus